# Fluorit
Fluorit, česky kazivec, je krychlový minerál skládající se z fluoridu vápenatého, CaF2. Autorem jeho českého a slovenského názvu je Jan Svatopluk Presl.

## Morfologie

### Morfologie krystalů
Tvoří nejčastěji krystaly ve tvaru krychle, vzácněji oktaedry, někdy jsou poměrně často vyvinuty plochy rombického dodekaedru. Velmi časté jsou kombinace těchto tvarů.
Byla stanovena následující posloupnost změny tvarů v procesu jejich růstu s všeobecnou tendencí evoluce od oktaedrického vzhledu ke krychlovému a v návaznosti na to s vývinem tvarů v následující posloupnosti: {111} – {100} – {110} – {hkk} – {hkl} (tendence k vývoji ploch s menšími „retikulárními“ tvary).
Jsou známy kostrovité krystaly oktaedrického habitu, jejichž plochy jsou pokryty orientovanými nárůsty drobných krystalků fluoritu s plochami {110}, {100} a {hk0}; běžné jsou srůsty drobných krychlových krystalů uspořádaných do jednoho velkého osmistěnu se stupňovitými plochami tvořenými těmito srostlými krychličkami. Také nárůsty drobných krystalů fluoritu, s nejrůznějšími kombinacemi běžných tvarů, které narůstají na vrcholy osmistěnu. Někdy jsou krystaly zřetelně protažené podle jedné z ploch krychle.
Plochy oktaedrů jsou obvykle nerovné, matné; hrany krychlí pak hladké a lesklé, ale někdy i s rýhováním rovnoběžně s hranami krychle nebo mají parketovité uspořádání.
Na krystalech je někdy přítomno přírodní naleptání ploch ve formě prohlubní na plochách a otupení vrcholů a hran krystalů. Uměle lze kyselinami na povrchu ploch krychle fluoritu vyleptat čtyřboké pyramidy, jejichž vrcholy jsou orientovány dovnitř, ale alkáliemi lze vyvolat pouze „vlnkovaný“ povrch.
Byla pozorována zákonitá krystalografická orientace „šestovatých“ krystalů: L3 fluoritu je orientována ve směru protažení, štěpnost podle {111} je orientována kolmo k protažení (např. Kalanguj v Čitinské oblasti, Redruth v Cornwallu).
Na krystalech jsou uváděny tvary: a {100}, d {110}, o {111}, e {210}, f {310}, n {211}, m {311}, t {421}.
Méně časté jsou: B {730}, F {10.3.0}, A {920}, ω {833}, i {611}, N {443}, p {221}, ρ {441}, x {11.5.3}, k {520}, h {410}, D {322}, T {411}, t {911}, r {332}, q {331}, s {321}, v {731}, w {931}
Vzácné, vicinální nebo nevěrohodné tvary: 870, 810, 922, 552, 543, 21.12.4, 17.7.5, 540, 910, 15.2.2, 772, 751, 17.9.4, 10.4.3, 970, 10.1.0, 811, 11.11.3, 13.9.2, 24.12.5, 521, 320, 32.1.0, 10.1.1, 992, 10.7.2, 19.9.5, 15.6.2, 530, 35.1.0, 12.1.1, 551, 20.14.3, 15.7.4, 25.10.3, 940, 40.1.0, 17.1.1, 661, 641, 11.5.2, 621, 12.5.0, 877, 19.1.1, 771, 11.7.2, 942, 11.3.2, 11.3.0, 766, 776, 881, 16.10.3, 16.7.4, 821, 720, 433, 775, 432, 531, 32.14.9, 25.6.2, 510, 733, 774, 431, 14.8.3, 732, 20.4.3, 610, 722, 553, 861, 952, 24.10.7

### Morfologie agregátů
Fluorit tvoří typické kokardovité textury v žílovině, kdy lalokovité útvary fluoritu tvoří jádro z masivního fluoritu nebo úlomku vmíšeného, cizorodého úlomku horniny. Nejhojnější jsou však jeho zrnité, celistvé nebo stébelnaté agregáty, nezřídka s vřídlovcovitou strukturou.

## Krystalografie

### Mřížkové parametry
ao=5,46305; V=163,04 Å3; Z=4; h(vyp.)=3,18

### Prostorová grupa
Fm3m

### Popis struktury

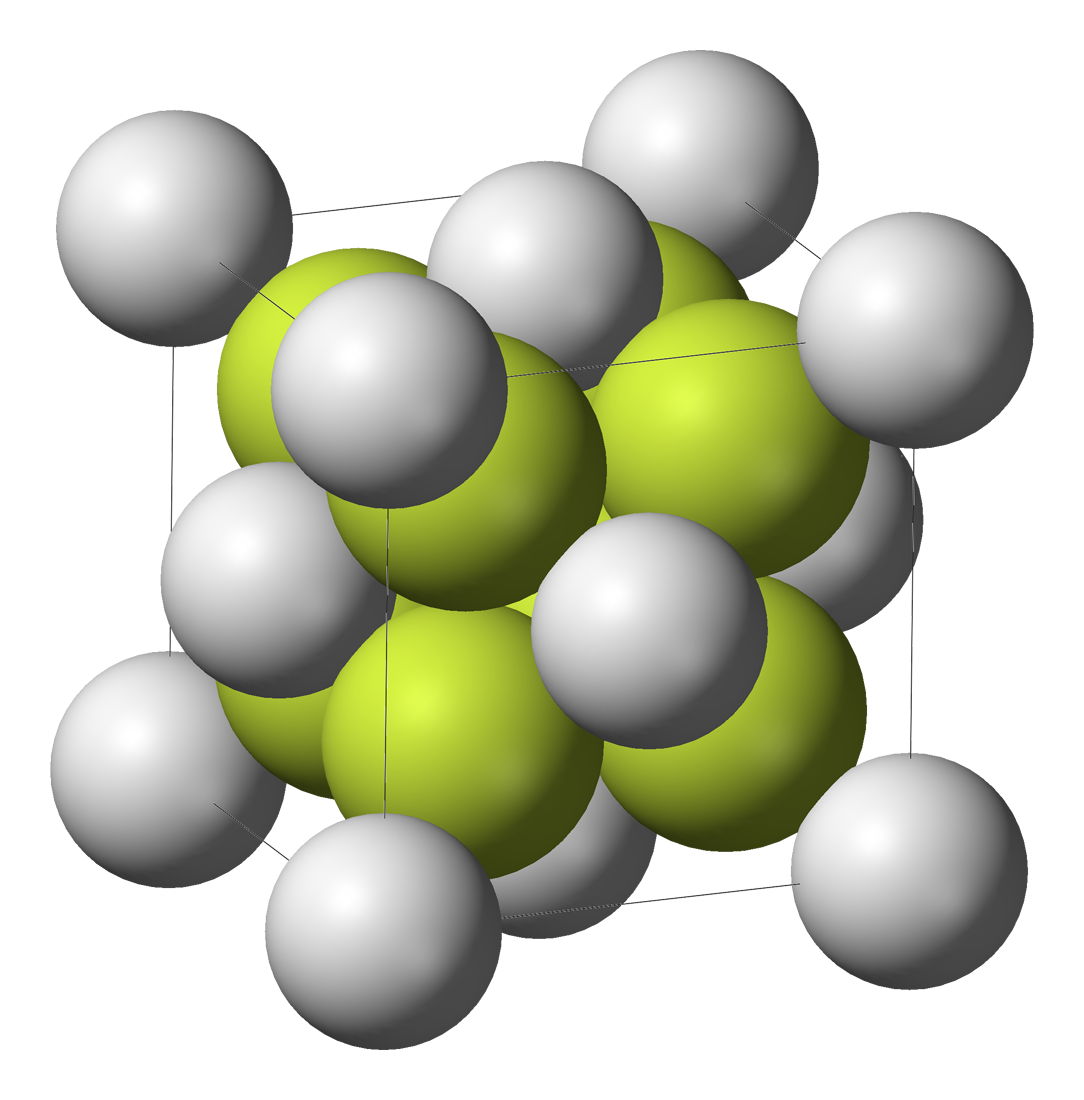
Krystalová mřížka fluoritu

Strukturní mřížka fluoritu je typická pro obdobné sloučeniny. Vápník v ní vytváří plošně centrovanou kubickou mřížku, ve které každý jeho atom je obklopen 8 atomy F a každý atom fluoru je obklopen 4 atomy Ca. Obsahuje často stopy TR.

### Atomové pozice
```
Čís.      x/a            y/b            z/c            B(j)           obs.
──────────────────────────────────────────────────────────────────────────
 1       0.0000         0.0000         0.0000         0.00           Ca(1.00)
 2       0.2500         0.2500         0.2500         0.00            F(1.00)
```

celá buňka – 12 pozic

### Difrakční linie
d(I,hkl) (7 nejintenzivnějších): 3.155(92;111); 1.932(100;220); 1.647(33;311); 1.366(10;400); 1.253(9;331); 1.115(17;422); 0.864(8;620)

## Fyzikální vlastnosti

### Neoptické
Má nekovový vzhled, vryp bílý, bezbarvý, lesk skelný až jen mdlý v masivních agregátech, bývá průhledný i průsvitný. Je křehký, vyniká dokonalou štěpností podle {111}, nezřetelná štěpnost nebo dělitelnost podle {110}, špatná až nedokonalá štěpnost některých fluoritů bývá způsobena přítomností hojných vyrostlic jiných minerálů (křemene, barytu aj.), a „svilevataja“ povrch štěpných ploch pak přítomností plynných, plynokapalných i pevných uzavřenin, je křehký, lom ploše lasturnatý do hákovitého nebo nerovného, T=4, přičemž fluority s tmavším zabarvením mívají tvrdost vyšší, h=3.180 (pro bezbarvý, průhledný fluorit). Přítomnost vzácných zemin ve fluoritu jeho hustotu zvyšuje.
Při dlouhodobém jednostranném tlaku se na fluoritu objevuje plastická deformace. Při působení tlaku na krychle se na plochách objevuje jemné rýhování, na plochách oktaedru se objevuje rýhování, rovnoběžné s hranami (111):(100). Rovina translace T(100), pravděpodobný směr translace t±[110]. V důsledku deformace se ve fluoritu objevuje dvojlom ve výši řádově 0.0001. Energie krystalové mřížky dle Kapustinského je 624.7 kcal/mol, podle Fersmana 638 kcal/mol.
Nevede elektrický proud, je diamagnetický, při nízkých teplotách paramagnetický, dielektrická konstanta fluoritu "epsilon" = 6,9–7,0. Na plochách krychle byla zjištěn rozdíl elektrických potenciálů mezi středy ploch a jejich kraji, který vznikl účinkem světla (fotoelektrický jev) nebo tepla (termoelektricky). Obtížně taje s bodem tání 1360 °C, teplota varu 2450 °C. Bývá někdy radioaktivní. Před dmuchavkou se rozstřikuje, světélkuje a s obtížemi se otavuje na okrajích. Po uvolnění veškerého F vzniká netavitelný CaO.
Termická křivka zahřívání fluoritu je rovná čára. Při zahřívání purpurových fluoritů z uranových ložisek přítomen exotermický pik při 320–360 °C. Koeficient lineární roztažnosti v teplotách 40–260 °C roste od 20.9×10−6 do 23.8×10−6, dle jiných autorů 19.36×10−6 při 43 °C, 36.70×10−6 při 637.3 °C; střední tepelná kapacita CaF2 0.2356 cal/g.K v intervalu 15–300 °C, 0.2482 v intervalu 15–1000 °C, či 0.2097 v intervalu 18–181 °C a 0.2736 v intervalu 18–1217 °C. Indexy lomu nerostu i hustota se při zahřívání snižují.
Metodou elektrické paramagnetické rezonance byly v syntetických a i v některých přírodních materiálech zjištěny paramagnetické příměsi (10−1 až 10−6 %): Mn2+, Co2+, Cr3+, Ce3+, Nd3+, Eu2+, Gd3+, Tb3+, Dy3+, Er3+, Yb3+, U3+, U4+.

### Optické

#### Makroskopické
Barva fluoritu nemusí být také vždy rovnoměrná, známe barevně zonální krystaly s barevnými zónami orientovanými rovnoběžně s plochami krychle nebo pyramidami přirůstání krystalů. Někdy je barevná nehomogenita vyvolána pleochroickými dvůrky. V masivním, sloupcovitém nebo vláknitém fluoritu můžeme často pozorovat paralelní pásy různé barvy.
Barevnost fluoritu má nejrůznější příčiny. Obvykle je dávána do souvislosti s existencí barevných center a různých chemických příměsí (přítomnost vzácných zemin, uhlovodíků, neobsazených pozic ve strukturní mřížce ap.) a různých druhů záření, zahřátím na několik set stupňů takové zbarvení zmizí.
Původně byla barevnost fluoritu spojována s příměsemi různých prvků: např. fialová barva byla spojována s přítomností „semivalentnogo“ manganu; mangan byl zjištěn také v růžovém fluoritu, nepřítomnost manganu byla zjištěna v zeleném, žlutém, modrém a bezbarvém fluoritu. Bylo také zjištěno, že růžovočervený fluorit na slunečním světle ztrácí během několika dní barvu a stává se bezbarvým. Purpurová barva je vyvolána radioaktivním zářením. Ukázalo se také, že přítomnost různých prvků vzácných zemin má vliv na barvu fluoritu: nejméně vzácných zemin je ve fialovém fluoritu, nejvíce v zelených. V modrých a fialových fluoritech byly zjištěny volné, elektricky neutrální atomy F a Ca. Zelená barva může mít i řadu dalších příčin, např. byla vyvolána radioaktivním ozářením a přítomností Eu2+ (7 absorpčních linií v intervalu 200–600 nm), zelená barva je také spojována s přítomností Sm2+ (intenzivní absorpční linie při 632 a 425 nm), které vzniká ze Sm3+ v důsledku účinků radioaktivního záření.
Barevnost fluoritu je tepelně nestálá: při zahřívání často mizí a znovu se obnovuje při ozařování rentgenovým zářením. Po zahřátí jednotlivé tmavě fialové variety přecházejí do ametystové barvy, tepelně nejstálejší je purpurová barva.
Některé fluority, které se staly po zahřátí bezbarvé, nabývají své původní barvy při uschování v temnotě. Při ozáření rentgenovým zářením se původní fialové fluority opět stávají fialovými, bezbarvé přecházejí do zelených nebo modrých, modré se zbarvují do purpurově červených.
Účinkem katodového záření se krystaly fluoritu na povrchu stávají sytě fialové, a záření Ra v bezbarvých krystalech vyvolává modré nebo zelené zbarvení pronikající do hloubky krystalu. Fialové zbarvení, které bylo vyvoláno uměle, je méně stálé než přírodní; záření vyvolává pruhované zbarvení.
Na sytě zbarvených krystalech je patrná po zahřátí fluorescence, v dlouhovlnném UV záření září většinou modrobíle, zelenavě i s odstínem do červena, září v katodovém záření. Svítí i po vypnutí zdroje záření (zbytková luminiscence), září i v důsledku zahřívání, přičemž termoluminiscence může být vyvolána libovolným zdrojem tepla, zahříváním v ruce nebo na slunečním světle. Záření je obvykle modravé nebo fialové, také červené, někdy po zahřátí zelené (tzv. chlorofán nebo pyrosmaragd). Aktivačními prvky, odpovědnými za tuto luminiscenci jsou nejspíše vzácné zeminy; modré záření v UV-světle je přičítáno přítomnosti Eu2+, termoluminiscence – TR3+.
U umělých fluoritů aktivovaných vzácnými zeminami, odpovídají spektra luminiscence přírodnímu materiálu. Někdy lze pozorovat triboluminiscenci. Byla zjištěna polarizovaná luminiscence F-center v intenzivně zbarvených červených krystalech CaF2, závisející na vlnové délce iniciačního záření.

#### Mikroskopické

##### V procházejícím světle
V procházejícím světle je v tlustých zrnech nebo intenzivně zabarveném materiálu bezbarvý nebo zelený, purpurový aj. zbarvený. Často mívá slabý anomální dvojlom, zejména na rozštípnutých nebo tlakově postižených krystalcích a to zejména v řezech paralelních (100). Pro fluorit je typická vysoká propustnost světla jak ve viditelné oblasti, tak i v oblasti IČ u UV, což z fluoritu činí cenný optický materiál. Propustnost ve viditelné oblasti spektra se pohybuje kolem 86 % při síle destičky 0.4 cm, propustnost v ultrafialové oblasti spektra roste se vzrůstající vlnovou délkou, v infračervené ze znatelně snižuje:
```
Světelná propustnost u přírodního bezbarvého fluoritu:
```

```
vlnová délka     síla vrstvy       % propuštěného
   (nm)            (cm)                záření
────────────────────────────────────────────────────────────
   125             0.4                   0
   150             0.4                  62
   200             0.4                  83
 8 000             1.0                  84.4
 9 000             1.0                  54.3
10 000             1.0                  16.4
11 000             1.0                   1.0
12 000             1.0                   0
51 300             0.56                  4
61 100             0.56                  6
```

Při měřeních byly zjištěny rozdíly v propustnosti přírodního a umělého materiálu, zejména v ultrafialové oblasti. Absorpční pásy 3570 a 1667 cm-1 v ultrafialové oblasti jsou typické pouze pro přírodní materiál.
Indexy lomu v závislosti na  vlnové délce při teplotě 18 °C (Martens 1901):
```
185     1.51024
186     1.50930
193     1.50150
197     1.49755
198     1.49643
200     1.49547
204     1.49190
208     1.48907
211     1.48705
214     1.48480
219     1.48167
224     1.47911
231     1.47533
242     1.47025
250     1.46732
257     1.46490
263     1.46302
267     1.46175
274     1.45976
281     1.45806
291     1.45586
308     1.45257
312     1.45187
340     1.44774
358     1.44560
394     1.44231
410     1.44112
434     1.43960
441     1.43920
467     1.43787
486     1.43706
508     1.43619
533     1.43535
546     1.43497
589     1.43385
627     1.43302
643     1.43271
656     1.43251
670     1.43226
768     1.43093
```

##### V odraženém světle
Tmavě zbarvené fluority bývají v odraženém světle modré.

## Chemické vlastnosti

### Chemické složení
Chemicky je to fluorid vápenatý. V nevelkém množství je Ca nahrazován Y a Ce; přechodné stavy tohoto nahrazování nejsou známy. CaF2 tvoří s YF3 a (Ce,La)F3 směsné krystaly, které zachovávají strukturní typ fluoritu se změněnými parametry mřížky. V umělých systémech bylo dosaženo maximálního obsahu YF3 50%, při vyšších obsazích docházelo k narušování strukturní mřížky fluoritu. Nejvyšší koncentrace vzácných zemin se objevuje ve fluoritech hydrotermálního původu geneticky spjatých s alkalickými horninami. Fluority s nejmenšími obsahy TR jsou z dolomitů. Vápník je ve fluoritu v malé míře nahrazován Sr. Na základě spektrálních a chemických analýz byly ve fluoritu zjištěny: Li, Na, K, Beryllium, Mg, Cu, různí zástupci skupiny TR,Fe, Mn, Ge, Cd, Cl. Přítomnost Al, Si, Fe, S bývá způsobena přítomností inkluzí různých minerálů. K, Na, Mg a Cl jsou obsaženy v kapalných uzavřeninách, tak hojných v některých fluoritech. V kapalných uzavřeninách jsou také obsaženy Ca2+, F−, HCO3−.
Jsou známy také fluority s obsahem organické hmoty, některé fluority (antozonit) dávají při drcení zápach ozónu, obsahují v uzavřeninách ozón a volný F a Ca, vzniklých vlivem radioaktivního záření pocházejícího z doprovodných radioaktivních minerálů.

### Rozpustnost
S kyselinou uvolňuje fluorovodík. Ve vodě je za normálních teplot téměř nerozpustný, ale jeho rozpustnost znatelně roste se stoupající teplotou: rozpustnost v roztoku zjištěny – při 0 °C – 11 mg/l F, při 20 °C – 15 mg/l F, při 100 °C – 30.0 mg/l F. Přítomnost CaSO4 a CaCO3 ve vodě snižuje rozpustnost CaF2 (v přítomnosti sádrovce roztok obsahoval pouze 6–8 mg/l F při pokojové teplotě); při zvyšování koncentrace NaCl v roztoku se rozpustnost CaF2 postupně zvyšuje a dosahuje maxima 18mg/l F při 100g/l NaCl; přítomnost Na2SO4 v roztoku nemá znatelný vliv na rozpustnost fluoritu, při obsahu 10 g/l MgSO4 a více rozpustnost CaF2 prudce roste, v roztocích s nízkou koncentrací MgSO4 (kolem 2 g/l) je rozpustnost fluoritu neznatelná.
Rozpustnost CaF2 ve vodných roztocích se znatelně zvyšuje v přítomnosti solí aluminia (vzniká málo disociovaný iont AlF2+). Plně se rozpouští v koncentrované kyselině sírové za vylučování HF; rozpouští se také v kyselině chlorovodíkové za nevelké přítomnosti kyseliny borité.

### Umělá příprava (syntéza)
Drobné oktaedrické, krychlové nebo kubooktaedrické krystaly byly připraveny uměle nejrůznějšími cestami: difúzí NH4F do roztoku CaCl2; odpařením roztoku CaF2 v HCl; reakcí vápenatého fluorsilikátu a CaCl2 při ochlazování roztoku; reakcí roztoku HF na sklo obsahující Ca. V současné době se syntetický fluorit (pro celou oblast UV optiky) připravují z přírodního materiálu metodou Stockbargera z průmyslové optické fluoritové suroviny ve vysoce vakuovaném prostředí při teplotě 1450 °C a vakuu 10−5 mm rtuťového sloupce v molybdenových nebo grafitových tyglících.

## Administrativní údaje

### Původ názvu minerálu
Nazván z lat. fluore – téci pro snadnou tavitelnost různých rud ve směsi s tímto minerálem, název fluorit se používá od dob Agricolových.

### Uložení typového materiálu
neuvedeno

### Status IMA
G – uznané nerosty popsané před založením komise (grandfathered)

### Systematické zatřídění
9.2.1. (Dana); III.A.08. Řada fluoritu (Strunz); 3.AB.25 Skupina fluoritu (Nový Strunz)

### Synonyma
Androdamant, Bruiachit, Bruiachita, Bruiachite, Cam, Chrome-Fluorite, Derbyshire Spar, Fluor, Fluorbaryt, Fluorbaryte, Fluorine, Fluorita, Fluorspar, Flusspat, Liparit (Glocker), Lysspat, Murrhina

## Vznik a výskyt
Nejvíce se fluorit těží v Číně a tak ovládá trh.
Pargeneze podle Bernarda:
I. v magmatických horninách není fluorit hojný. Vzniká jako rozptýlený deuterický minerál typů žul bohatých na F, někdy cínonosných.
II. v některých nefelinických syenitech a felzitických horninách, tinguitech, fonolitech, alkalických granitech, mikrogranitech aj.
III. nehojně se vyskytuje v pegmatitech. Pokud nebyly pegmatity později tektonizovány, mohou v dutinách obsahovat pěkné krystaly fluoritu, někdy i optické kvality.
IV. Bývá častým nerostem v žulových miarolách.
V. Na ložiskách Sn-W spojených s greiseny je fluorit obvykle mladším akcesorickým minerálem, zatímco topaz bývá starší akcesorií.
VI. Skarny.
VII. Na hydrotermálních žilách, kde tvoří samostatná ložiska.
VIII. Mezotermální Pb-Zn žíly obsahují fluorit jako akcesorii, často spolu s hojným barytem.
IX. Hlavní uplatnění fluoritu je na hydrotermálních ložiskách nesulfidického charakteru, kde je v různém poměru uplatněn vedle křemene, barytu, kalcitu, hematitu a akcesorických sulfidů (sfaleritu, galenitu, pyritu a Cu-sulfidů).
X. Mnohem více ložisek náleží různým typům fluorito–barytových mineralizací (s příměsí křemene, někdy i karbonátů a sulfidů ).
XI. Sedimentární je nehojný.

### Česko

#### Čechy
- Běstvina (v Železných horách) (3.3.) žluté a zelené krystaly s křemenem a bílým nebo narůžovělým barytem.
- Blahuňov (3.2.) převážně zelený s karneolem a křemenem.
- Cínovec (u Teplic, okres Teplice) (V.) krychle či osmistěny, mnohdy i mnohoploché krystaly a polysynteticky zdvojčatělé. Místy mají povrch drúzovitý, listovitý. Někdy mají krystaly zonální barevnost, je s krystaly kasiteritu, scheelitu, barytem z křemen – slídnatých žil.
- Harrachov (okres Semily) (X.) (3.3.1.) zrnitý, medově žlutý, temněfialový, zelený a modrý, čirý s modravým nádechem. Tvoří dvě generace: mladší žlutou a starší hlavně fialovou a zelenou. Vzácně nalezen krystal až 9 cm velký uvnitř fialový, na povrchu medově žlutý se zrnky chalkopyritu v dutinách žil. Hora Svaté Kateřiny (X. – k-pol) v drúzách krystalů, obvykle krychlí, bledě zelený, méně jablečně zelený, šedozelený, kouřově šedý a šedobílý. Jako žílovina violový a zelený, převládá nad křemenem.
- Horní Krupka (okres Teplice) zelený, světle a tmavě modrý, narůžovělý a bezbarvý s tmavomodrým jádrem (někdy). Bledě modré nebo zelené krychle jsou místy ozdobně pokryty pyritovou kůrou, sedí na krystalech kasiteritu, křemene a dolomitu v dutinách křemenných žil v rule. Tmavě fialové krystaly zejména v revíru Knötel s křišťálem a dolomitem. Na kulovité agregáty krychlových krystalů fluoritu nasedají malé žlutobílé a světle vínově žluté pyramidy scheelitu.
- Horní Slavkov (okres Sokolov) (V.) tmavofialové krychle nebo dvanáctistěny, někdy tvořené drobnými krychličkami. Jeho krystaly jsou vždy drobné, mají v průměru 7–9 mm, vzácně byla nalezena krychle o hraně 2,5 cm. Jednotlivé krystaly se vyskytují vzácně, mnohem hojnější jsou drúzy a schodovitá seskupení, doprovází obvykle krystaly chalkopyritu, apatitu a sideritu na trhlinách greisenu, je na ložisku hojný.
- Hradiště (okres Chomutov) (X.) (3.2.) žluté, zelenavě či růžově zbarvené krychle spolu s lebníky hematitu. Fluorit zde tvořil až 10 mm velké, obvykle zakalené šedozelené krystaly, krystaly na plochách často naleptané. Méně hojný je fialový, modrofialový, světle zelený a bezbarvý.
- Hůrky (u Čisté) akcesorický v albitizované žule na ložisku Mo.
- Chobot (u Vlašimi) (XI.) fialový, shluk na permském uhelném lupku, pochází asi z rybích kostí z uhelné pánvičky. Jáchymov akcesorie na ložisku U, obyčejně zelený a fialově modrý, nepříliš živých tónů, je podobný fluoritům z cínovcových žil.
- Jihlava (VIII.), též v alpské paragenezi.
- Jílové (u Děčína, okres Děčín) (3.2.) asociace t-fba tvořené výhradně páskami krystalického nafialovělého nebo bílého fluoritu v drúzách s krystaly až 3 cm velkými. Těžen v letech 1955–1994 v dolech pod Děčínským Sněžníkem (přírodní památka Jeskyně pod Sněžníkem).
- Kosoř (XI.) drobná zrnka a také drobné krystalky krásně fialové na puklinách černého vápence, vyplněných bílým kalcitem.
- Kovářská (u Měděnce, okres Chomutov) (3.2.) šedozelený až fialový, hrubozrnný s páskovanou texturou, také velké zelené krychle na žíle Magistrála.
- Kožlí (u Ledče nad Sázavou, okres Havlíčkův Brod) (IX.) krychle a osmistěny a kombinace obou tvarů barvy bílé, šedožluté, fialové a zelené krystaly povlečené krystaly křemene.
- Krásná Lípa (X.). Křížany (u Liberce) (X.) (3.3.1.) zachycena žilná poloha 1,5 m mocná s křemenem nad štolou č. III.
- Kutná Hora drobné osmistěny v Plaňanech, lomu Práchovna a „V hutích“.
- Litice nad Orlicí (okres Ústí nad Orlicí) krystaly převážně ve tvaru osmistěnu, jen někdy jsou vrcholy osmistěnu otupeny drobnými plochami krychle. Převládající barvou zdejších nálezů jsou odstíny zelené barvy, od světle zelené, hráškově zelené až po sytě smaragdově zelenou. Plochy krystalů jsou z velké části nerovné, drúzovité. Velikost většiny krystalů je pod 1 cm, nad 2 cm jsou již vzácné, raritní a ojedinělý je nález až 4 cm velkých osmistěnů. Jedna z posledních velmi kvalitních, patrně největších ukázek, byla nalezena asi před 7 lety (1998). Jedná se o část dutiny dlouhé přes 40 cm. Ta je vystlána žlutými zaoblenými skalenoedry kalcitu a více než 30 krystaly sytě zeleného fluoritu o velikosti až 2,5 cm. Ojediněle je zdejší fluorit zbarven tmavými fialovými tóny, někdy se nacházejí zelené krystaly s fialovými vrcholy.
- Měděnec (X. – as-coni).
- Modrá (u Jílového u Děčína) (viz též) čirý, bílý, šedý, bledě fialový, žlutavý a zelený, tvoří krychlové, méně osmistěnné krystaly, stébelnaté agregáty, vrstevnaté masy, žíly a povlaky. Byly nalezeny zelené krychle o hraně až 12 cm, výskyt fluoritu je vázán na dislokační pukliny křídového pískovce a jejich křížení.
- Moldava (X. – jen mladší stádium žil) (3.2., 3.3.) čiré krystaly, jinak zelený, žlutý, fialový, hnědý.
- Mutěnice (u Strakonic, okres Strakonice) (IX.) zelené osmistěny, vzácně žlutobílé a fialové až 8 cm velké, vzácně také spojky {111}.{110}.{100}. Obvykle jsou pokryté drúzovitou kůrou narezavělého křemene, který vniká i do puklin fluoritu. Fialově krystaly jsou v dutinách žíly, tvořené křemenem a hrubozrnným fluoritem, bez barytu na křemen – fuoritových žilách.
- Novina (Slavkovský les) (3.2.). Obří důl (u Trutnova, okres Trutnov) krásné zelené krychle 3–5 cm velké i víceploché s křišťálem a scheelitem, také v čirých bezbarvých nebo bledě zelenošedých krychlích ve vápenci.
- Radotín (část Prahy, město Praha) až 3 cm velké vínově žluté krychle v dutinách žilek kalcitu nebo fialové povlaky na trhlinách a vrstevních plochách vápenců.
- Roudné zelené krystaly.
- Stříbro (VIII.) v asociaci p-pol.
- Světice (III.).
- Topělec (u Písku, okres Písek) (IX.), krystaly, nejvíce krychle, nalezeny i oktaedry. Bývá také kusový bílý, šedý a nažloutlým v kulovitých tvarech šedě a červeně zonární. Zvláštní jsou kulovité tvary: bílé 3–5 cm velké zonární jádro v podobě osmačtyřicetistěnu je obaleno tmavomodrou nebo tmavozelenou vrstvou 1 mm mocnou, na níž následuje světle zelená hmota.
- Vejprty (okres Chomutov) (X.-as-coni), tmavě zelený a fialový. Tvoří velké žluté krychle na zeleném kusovém fluoritu, také modrozelený pokrytý dolomitem, zarostlý v červeném barytu, nacházen zejména na Antonínově žíle.
- Vlastějovice tmavofialové agregáty z pegmatitů ve skarnech.
- Vrchoslav (u Krupky, okres Teplice) (IX., X.) (3.3.) žilný, celistvý i hrubozrnný, různobarevný, šedozelený, nafialovělý, šedožlutý i modrý, sytě černofialový na žilách jen s malou mocností v jejichž dutinách bývají nacházeny krystaly až 15 cm velké.
- Vyžlovka (u Jevan) (III.).
- Žlábek (u Rovenska) fialové krychle se žlutým centrem na puklinách porfyru.

#### Morava
- Javůrek (u Brna) (VIII.).
- Kozlov (u Bystřice nad Pernštejnem) zrnité agregáty v kontaktních vápencích.
- Květnice (u Tišnova) (VIII.).
- Rožná.

#### Slovensko
- Banská Belá na štole Juraj v drobných fialových a zelených krystalcích a zrnech do velikosti hrachu.
- Hnilec z Medvědí doliny spolu s topazem, molybdenitem, kasiteritem a dalšími minerály v greisenizovaných partiích žul.

### Zahraničí
V cizině je v Německu v okolí Oelsnitz, dále Wőlsendorf, Kongsberg (Norsko), Alston Moore (Anglie), Kalanguj, Abagajtuj (Zabajkalí, Rusko), Amděrma (Ural), Salem, Rosiclaire (USA), Mexiko, Kletno (Polsko), Nui Phao (Vietnam).

## Přeměny
Je pseudomorfován často jílovými minerály a nejrůznějšími oxidy železa, manganu, a také dolomitem, kalcitem, sideritem, cerusitem, smithsonitem, pyritem, markazitem, sfaleritem, hemimorfitem, mastkem, chloritem, živci, nontronitem, křemenem a chalcedonem. Pseudomorfózy křemitých hmot po fluoritu byly popsány pod názvem kubosilicit (smaltově modré krychlové chalcedonovité pseudomorfózy z Transvaalu), kubait aj.

## Využití
Používá se především jako surovina k výrobě fluorových preparátů (umělých hmot, kapalin na přenos chladu, kyseliny fluorovodíkové), v hutnictví, sklářství, při výrobě cementu, bezbarvé čiré krystaly v optice aj. viz také fluor.

## Podobné minerály
Křemen – vyšší tvrdost, topaz – vyšší tvrdost; sádrovec, halit, sylvín, kalcit – jsou měkčí a mají odlišné směry štěpnosti; kryolit – má odllišnou paragenezi a je měkčí; baryt – má vyšší hustotu a pravoúhlou štěpnost různé kvality.

## Odrůdy
- Africký smaragd
- Antozonit
- Blue John
- Chlorofan
- False Amethyst
- Yttrofluorit